# Чиркуо
Чирку́о (также Чуркуо) — река в Якутии и Иркутской области (Россия), правый приток Вилюя.

## Общая информация
Река образуется слиянием рек Дуихта и Куччугуй-Кюэнехтях (Куччучи-Чуурка) на Вилюйском плато, на высоте 277 м над уровнем моря. Течёт строго на север. От истока до впадения реки Голусах образует административную границу между Мирнинским районом Якутии и Катангским районом Иркутской области. Протекает преимущественно по лиственничной тайге. Впадает на северо-западе в Вилюйское водохранилище (по данным государственного водного реестра России впадает в Вилюй в 1712 км от его устья по правому берегу) у зимовья Устье Чиркуо, образуя залив Чиркуо, на высоте 244 м над уровнем моря. Ширина в среднем течении — 27-50 м при глубине 0,5-1,7 м. 
Длина реки составляет 118 км (от устья Дуихты — 198 км), площадь водосборного бассейна — 7710 км². Населённых пунктов на реке нет. Ледостав длится с середины октября по конец мая.

## Основные притоки[4]
| Название           | Расстояние от устья | Длина | Положение |
| ------------------ | ------------------- | ----- | --------- |
| Голусах            | 19                  | 120   | левый     |
| Лавинда            | 25                  | 44    | левый     |
| Хоикта             | 68                  | 33    | правый    |
| Дулисма            | 89                  | 88    | левый     |
| Дуихта             | 118                 | 80    | левый     |
| Куччугуй-Кюэнехтях | 118                 | 40    | правый    |

## Археология
На правом берегу устья реки Чиркуо в 1962 году обнаружен объект культурного наследия — стоянка Усть-Чиркуо времён палеолита и неолита. Стоянка насчитывает не менее шести культурных слоёв. Находки из нижних слоёв по виду сходны материалами сумангинской культуры, распространённой в бассейне реки Алдан IX-V тысячелетий до н.э.: очаги, жилища, мастерские, зольники, хозяйственные и могильные ямы, культовые и другие объекты.

## Фауна
Чиркуо является средой обитания сибирского осетра, находящегося под угрозой исчезновения.

## Данные водного реестра
По данным государственного водного реестра России и геоинформационной системы водохозяйственного районирования территории РФ, подготовленной Федеральным агентством водных ресурсов:
- Бассейновый округ — Ленский
- Речной бассейн — Лена
- Речной подбассейн — Вилюй
- Водохозяйственный участок — Вилюй от водомерного поста Усть-Амбардах до Вилюйской ГЭС
- Код водного объекта — 18030800212117400008002